# Quincié-en-Beaujolais

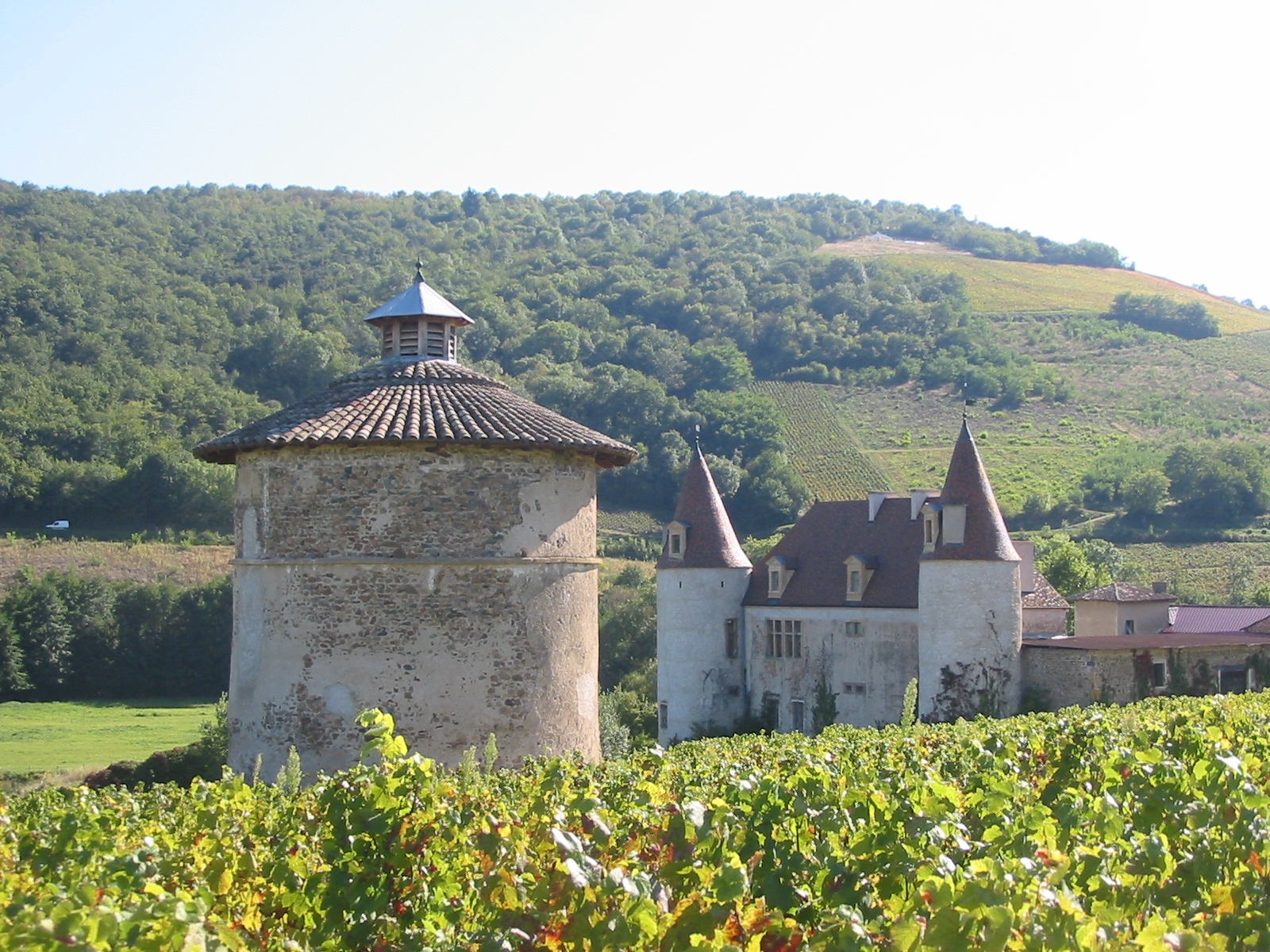
Zamek La Palud w Gminie Quincié-en-Beaujolais, 2010

Quincié-en-Beaujolais – miejscowość i gmina we Francji, w regionie Owernia-Rodan-Alpy, w departamencie Rodan.
Według danych na rok 1990 gminę zamieszkiwało 1059 osób, a gęstość zaludnienia wynosiła 48 osób/km² (wśród 2880 gmin regionu Rodan-Alpy Quincié-en-Beaujolais plasuje się na 749. miejscu pod względem liczby ludności, natomiast pod względem powierzchni na miejscu 421.).